# Elisa de Ménerville
Elisa de Ménerville, född Fougeret 1768, död efter 1797, var en fransk memoarskrivare. Hon är känd för sina memoarer, Souvenirs d'émigration, som beskriver hennes liv under franska revolutionen.
Hon var dotter till den parisiska finansiären Jean Fougeret och Anne-Françoise de Fougeret, och syster till memoarskrivaren Angélique de Maussion. Hon var gift med en adelsman. Hon lämnade Frankrike med sin make och sina två döttrar 1791, och levde ett behagligt lyxliv i de Österrikiska Nederländerna. När Frankrike invaderade området tvingades de fly till Nederländerna och slutligen till London. I London tog pengarna slut och Elisa de Ménerville fick försörja familjen genom att måla solfjädrar, brodera väggbonader och klänningar samt ge lektioner i franska. I Frankrike blev hela hennes familj fängslade och fadern avrättad under skräckväldet.  
Hennes memoarer tillhör de mer uppmärksammade av kvinnliga exilrojalisters liv under revolutionen. De beskriver kvinnotåget till Versailles, och landsflykten  i de Österrikiska Nederländerna (1791-1793), Nederländerna och slutligen London (1794-1797). De är representativa för adliga kvinnor i exil under revolutionen, men samtidigt ovanliga, då det ingående beskriver de kvinnliga emigranternas arbetsliv i London. 